# Tram ATM serie 7000 (Milano)
Le elettromotrici serie 7000 dell'ATM di Milano sono una serie di vetture tranviarie articolate, a pianale integralmente ribassato, utilizzate sulla rete tranviaria urbana. Appartengono alla famiglia degli Eurotram dell'azienda canadese Bombardier, dopo che questa ha acquisito la Adtranz, e quindi la ABB Tecnomasio.

## Storia
Negli anni novanta del XX secolo la rete tranviaria di Milano visse una fase di espansione e rilancio che rese necessario il rinnovamento e l'ampliamento del parco rotabili, all'epoca obsoleto in quanto le vetture più recenti erano i "jumbotram" serie 4900 risalenti al 1976.
Nel 1996 l'Azienda Trasporti Municipali, su richiesta del comune di Milano, indisse una gara d'appalto per la fornitura di nuove vetture a pianale interamente ribassato, le prime ad essere dotate di caratteristiche tecniche intese ad agevolare il trasporto di persone a ridotta mobilità, vinta dall'ABB Tecnomasio (poi Adtranz) con il modello Eurotram, già fornito alla rete di Strasburgo. 
Il contratto prevedeva la fornitura di venti vetture, poi aumentate fino a ventisei. La prima unità venne consegnata nel dicembre 1999 iniziando un lungo periodo di prove sulla rete, dopodiché fu immessa in servizio regolare sulla linea 14 "Lorenteggio-Cimitero Maggiore", dal 25 settembre 2000.
La fornitura delle vetture, che furono immatricolate nella serie 7001÷7026, procedette a rilento per i rivolgimenti societari: fu conclusa da Bombardier agli inizi del 2002.
Dal 7 dicembre 2002 le 7000 iniziarono ad essere impiegate anche sulla nuova linea 7. Tuttavia, le nuove vetture non si adattavano bene alla circolazione lungo le strette e tortuose vie del centro cittadino, a causa della loro elevata lunghezza e del notevole ingombro dei moduli di estremità, rappresentati da cabina di guida e coda. Per tali motivi, dal 2004, tutte le vetture della serie sono impiegate solo sulla tranvia 15 "Rozzano-Duomo" che ha un andamento del tracciato piuttosto rettilineo e per buona parte su sede riservata.
Nel corso del 2019 ATM annunciò la revisione generale di questa serie, prevedendo la sostituzione ex novo dell'equipaggiamento elettronico, il rinnovo degli ambienti interni e il passaggio della livrea dalla colorazione verde a quella bitonale Giallo Milano. Il 12 gennaio 2021 la revisione fu assegnata alla società Bombardier Transportation Italy di Vado Ligure, ma il progetto fu abbandonato in seguito. Nell'ottica di un'eventuale revisione, l'unità 7022, accantonata a causa di un incidente, fu oggetto di alcune sperimentazioni.
Oltre alla 7022, altre unità della serie 7000 rimasero coinvolte in incidenti: ad esempio, il 3 luglio 2023 la vettura 7003 fu parzialmente distrutta a causa di un deragliamento.
Nel marzo 2024, iniziò la revisione della vettura 7004 con l'obiettivo di rinnovare gli interni, sulla base di sperimentazioni effettuate sull'unità 7022, e adottare esternamente la livrea Giallo Milano. L'attività di revisione dovrebbe coinvolgere altre nove vetture. Oltre alla 7004, anche le vetture 7019, 7021 e 7023 furono revisionate nel corso del 2024, ma non rientrarono in servizio.
Alla fine del 2024, risultano radiate undici vetture.

## Caratteristiche
Le 7000 sono vetture articolate, composte di sette elementi, identificati con le lettere da A a G; gli elementi dispari (A, C, E, G) sono corti e sostenuti da carrelli, gli elementi pari (B, D, F) sono lunghi e sospesi.
Il tram è a pianale interamente ribassato; il design esterno, opera di Zagato, fu premiato nel 2001 con il "Compasso d'Oro".